# Sarijaya
Sarijaya is een bestuurslaag in het regentschap Karawang van de provincie West-Java, Indonesië. Sarijaya telt 3619 inwoners (volkstelling 2010).